# Grammisgalan 1995
Grammisgalan 1995 hölls på Berns salonger i Stockholm den 17 februari 1995, och gällde 1994 års prestationer. Galan sändes i Kanal 1.

## Priser
- Årets artist: Lisa Ekdahl
- Årets album: Lisa Ekdahl Lisa Ekdahl
- Årets kvinnliga pop/rockartist: Lisa Ekdahl Lisa Ekdahl
- Årets manlige popartist: Mauro Scocco 28 grader i skuggan
- Årets manlige rockartist: Stefan Sundström Vitabergspredikan
- Årets popgrupp: Brainpool Soda
- Årets rockgrupp: Bob hund bob hund
- Årets hårdrock: Mary Beats Jane Mary Beats Jane
- Årets modern dans: The Latin Kings Välkommen till förorten
- Årets låt: Glenmark/Eriksson/Strömstedt När vi gräver guld i USA
- Årets producent: Lasse Englund
- Årets klassiska album: Åke Parmerud Invisible Music
- Årets klassiska artist: Dan Laurin
- Årets textförfattare: Ulf Lundell
- Årets nykomling: The Latin Kings
- Årets barn: Hygglorna & Mikloz Oj oj oj - 18 barnlåtar
- Årets folkmusik: Lena Willemark & Ale Möller Nordan
- Årets visa: Thorstein Bergman För mig själv & mina tänkta vänner
- Årets dansband: Kikki & Roosarna Vet du vad jag vet
- Årets kompositör: Mauro Scocco
- Årets jazz: Lina Nyberg Qvintet When the Smile Shines Through
- Årets musikvideo: Cajsastina Åkerström Fråga stjärnorna
- Årets instrumental: Jonas Hellborg Ars moriende
- Årets specialutgåva: Fredmans epistlar
- Juryns specialpris: Hassan vol. 1 - 3, Williamspäron/Minipizza/Budapeststubbe
- Juryns hederspris: Skivbolaget Silence Records AB

### Fotnoter
1. ↑  ”SVT, Kanal 1 1995-02-17”. Svensk mediedatabas. 17 februari 1995. https://smdb.kb.se/catalog/id/001734794. Läst 1 mars 2017.